# Lendvadedes
Lendvadedes ist eine ungarische Gemeinde im Kreis Lenti im Komitat Zala. Der Ort zählt von der Einwohnerzahl her zu den 20 kleinsten Gemeinden Ungarns.

## Geografische Lage
Lendvadedes liegt vier Kilometer südlich der Stadt Lenti und ein Kilometer nördlich der Grenze zu Slowenien. Nachbargemeinden sind Gosztola und Rédics.

## Geschichte
Der Ort wurde 1291 unter dem Namen Dedusfolwa und 1379 als Dedes schriftlich erwähnt. Seit 1898 trägt er den heutigen Namen Lendvadedes.

## Sehenswürdigkeiten
- Buchen- und Eichenwälder in der Umgebung
- Glockenturm (harangláb), in der Ortsmitte
- Stausee (víztározó), nördlich der Gemeinde
- Traditionelle alte Presshäuser (régi présházak)
- Weltkriegsdenkmal (Hősi halottaink emlékére)

## Verkehr
Lendvadedes ist nur über die Nebenstraße Nr. 75155 zu erreichen. Der nächstgelegene Bahnhof befindet sich nordwestlich in Rédics.

## Bilder

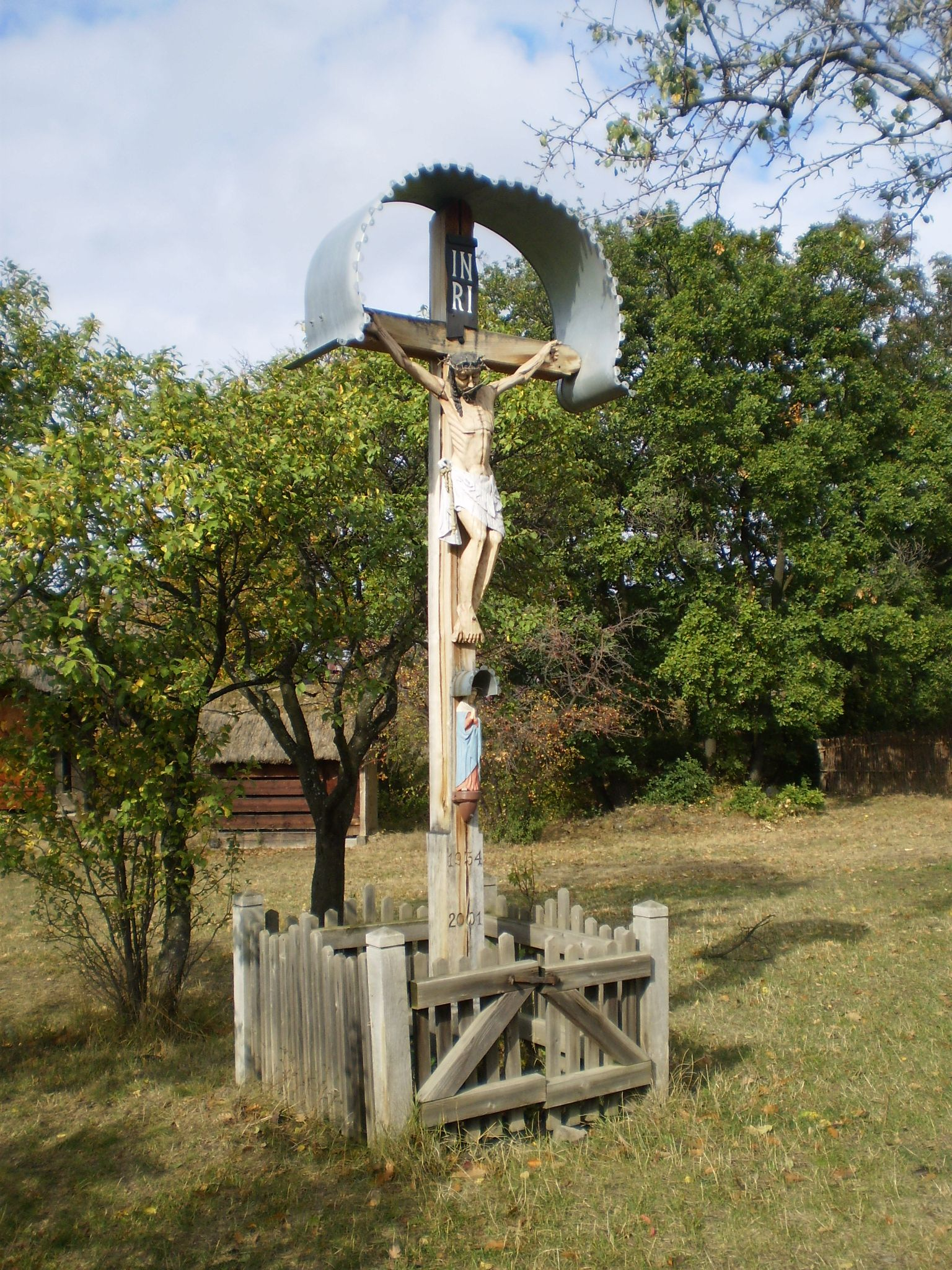
Straßenkreuz
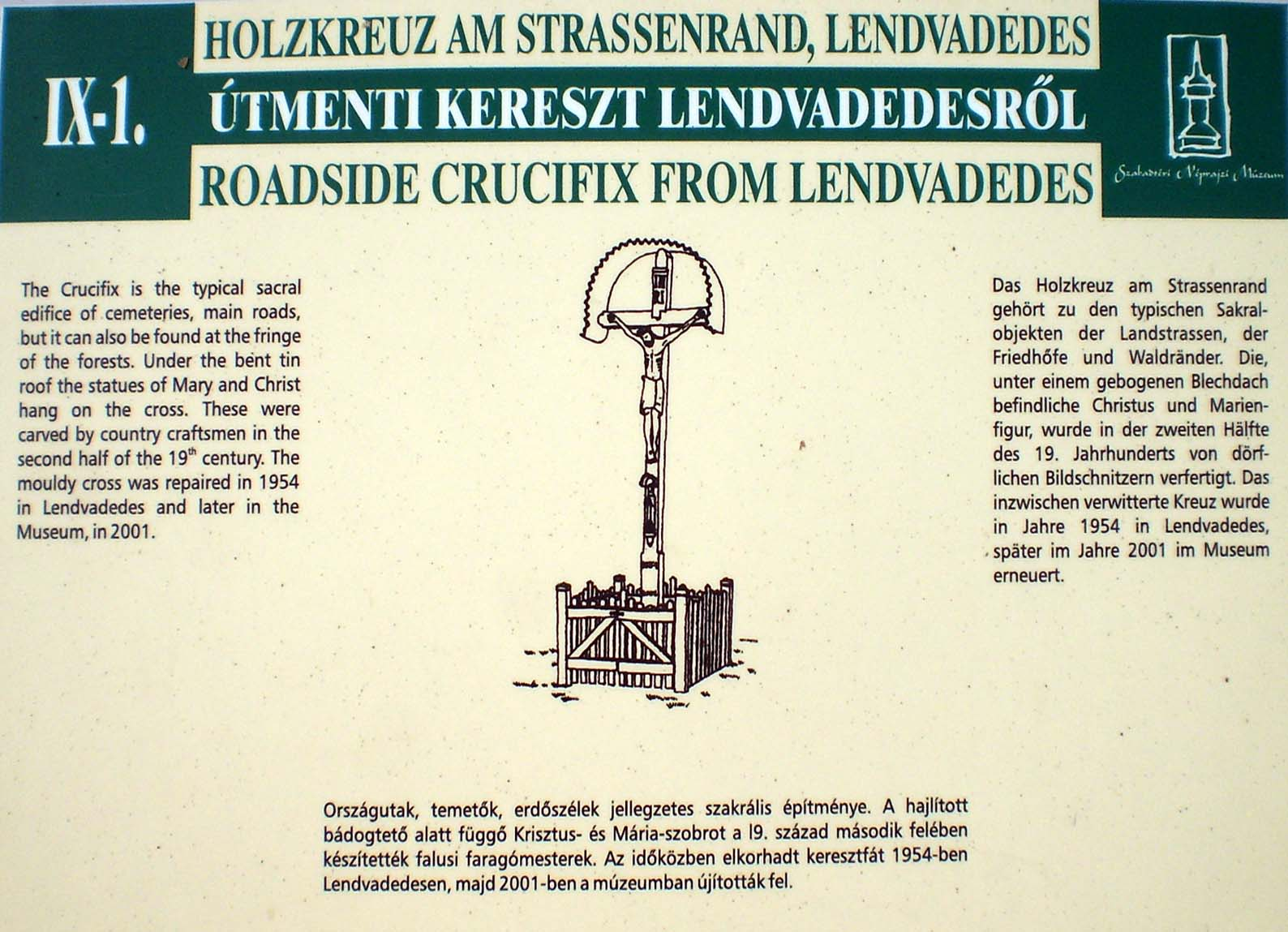
Informationstafel zum Straßenkreuz
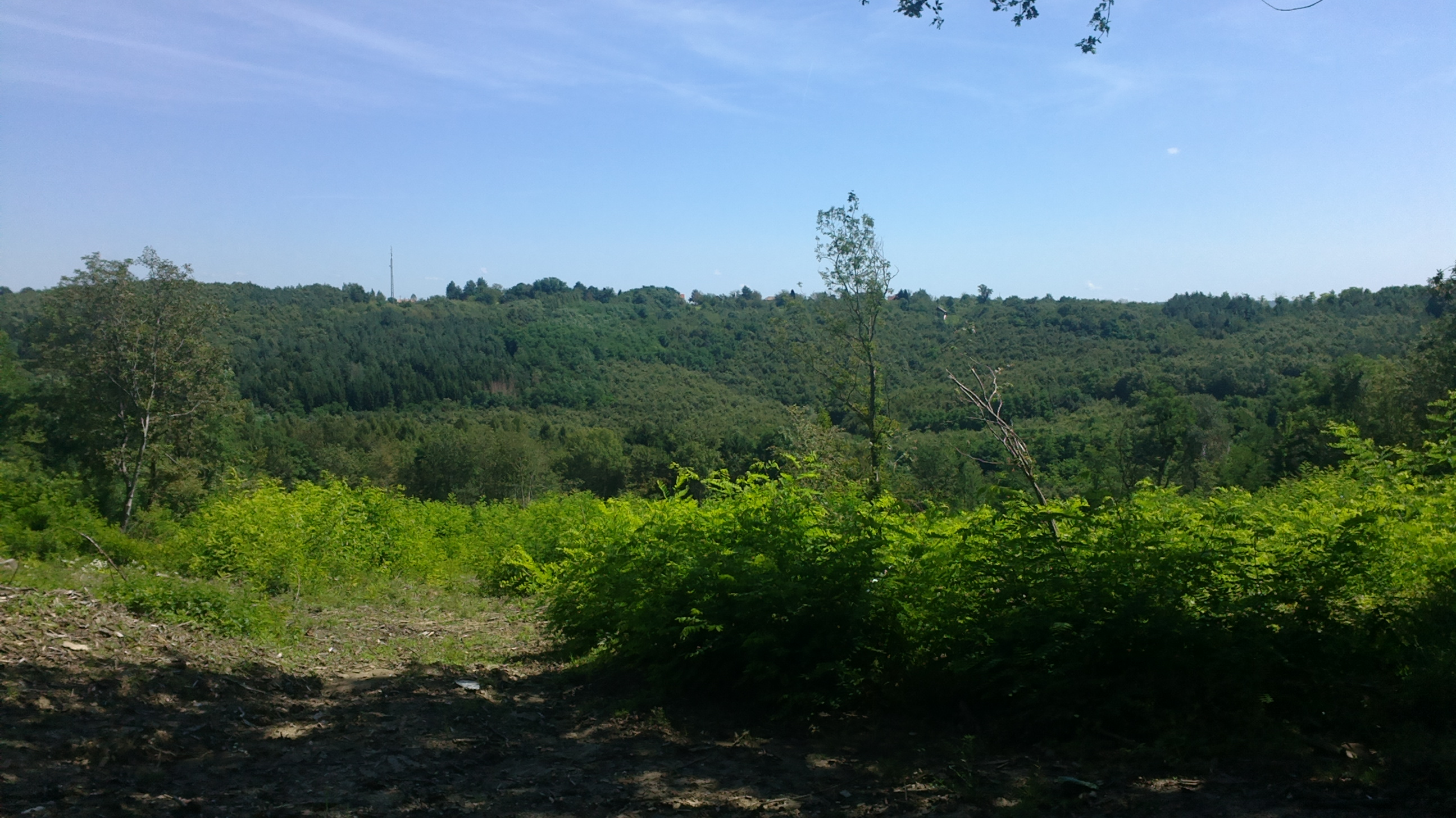
Landschaft bei Lendvadedes